# Rebelde (série télévisée, 2022)
Pour les articles homonymes, voir Rebelde.
Rebelde (stylisée: REBƎLDE) est une série télévisée de thriller dramatique mexicaine, créé par Cris Morena et diffusée au niveau mondial depuis le 5 janvier 2022 sur Netflix.
Alors qu'une école célèbre de musique (EWS) se prépare à accueillir une autre promotion d'élèves talentueux et que de nouvelles amours et amitiés fleurissent, la Logia, une société secrète qu'on croyait avoir été dissoute des années auparavant, menace de briser les rêves musicaux des élèves.

## Distribution

### Acteurs principaux
- Azul Guaita (VF : Camille Timmerman) : Jana Cohen Gandía
- Franco Masini (VF : Thomas Sagols) : Luka Colucci
- Sérgio Mayer Mori (VF : Clément Moreau) : Estebán Torres
- Andrea Chaparro (VF : Émilie Rault) : María José « M.J » Sevilla
- Jeronimo Cantillo (VF : Simon Koukissa-Barney) : Guillermo « Dixon » Álvarez
- Giovanna Grigio (VF : Rosa Cadima) : Emilia Alo
- Lizeth Selene (VF : Lutèce Ragueneau) : Andrea « Andi » Agosti
- Alejandro Puente (VF : Aurélien Raynal) : Sebastián « Sébas » Langarica
- Estefanía Villarreal (VF : Daria Levannier) : Celina Ferrer Mitre
- Leonardo de Lozanne (VF : Emmanuel Curtil) : Marcelo Colucci
- Karla Sofia Gascón (VF : Emmanuelle Rivière) : Lourdes
- Pamela Almanza : Anita

### Acteurs récurrents et invités
Introduits dans la saison 1
- Karla Cossío : Pilar Gandía Rosález
- Alex Lago : Gordo Kuri
- Alaíde (VF : Meaghan Dendraël) : Laura
- Fernando Sujo : Alejandro
- Yuriria del Valle : Cassandra
- Franco Rubio : Armando
- Carmen Madrid : Agustina
- Enrique Chi : Salvador Torres
- Sandra Beltrán : Sandra
- Montserrat Marañón : Professeur de Biologie
- Ricardo Esquerra : Professeur de Musique
- Mariana Gajá : Rocío Esquivel García
- Dominika Paleta : Marina Funtanet
- Alfredo Huereca : Francisco
- Metturo : Teo Alo

## Production

### Développement
Le 1er mars 2021, il a été signalé que Netflix avait commencé la production d'un remake du feuilleton mexicain Rebelde. Quelques jours plus tard, l'enregistrement de la série a commencé à Mexico. Après près de huit mois d'enregistrements, il a été annoncé que la série était déjà renouvelée pour une deuxième saison, qui a été enregistrée avec la première saison.
Traitant des affaires courantes, le réalisateur Santiago Limón a déclaré dans une interview pour le magazine GQ Mexico que la diversité sexuelle dans l'intrigue était une aspiration de l'équipe depuis le début du projet. Pour écrire le scénario, ils se sont tournés vers le passé pour comprendre ce qui ressort encore aujourd'hui et ce qui scandalisait avant et aujourd'hui plus. « se quiso hacer un casting diverso y plural en toda América Latina, con caras frescas y talento joven que pudiera actuar y tener talento musical. Fue emocionante poder encontrar a los 6 u 8 protagonistas que sin duda van a ser iconos y van a tener un impacto muy importante en esta generación. Yo babeo cuando los veo trabajar y me sorprendió el talento y lo preparados que están. » , a-t-il souligné.

### Controverse
En mai 2021, l'acteur Sérgio Mayer Mori s'est excusé auprès du casting et de ses followers après ses déclarations controversées dans lesquelles il avouait détester le groupe RBD, un projet dans lequel il est impliqué.

### Marketing
Le 22 septembre 2021, Netflix a dévoilé la première photo officielle des nouveaux étudiants et uniformes. Le 25 septembre 2021, le réseau de streaming a publié le premier teaser de la série lors de l'événement TUDUM mettant en vedette le casting chantant l'une des chansons d'honneur du groupe,,.

### Fiche technique
Sauf indication contraire, les informations mentionnées dans cette section peuvent être confirmées par la base de données cinématographiques IMDb,  présente dans la section « Liens externes ».
- Titre original et français : Rebelde
- Création : Darío Madrona
- Réalisation : Santiago Limon
- Scénario : Darío Madrona
- Casting : Mercedes Gironella et Jorge Cordero
- Direction artistique : Antón Laguna
- Costumes : Nayeli De Alba
- Photographie : Martin Boege, AMC
- Son : Amín Alí Gago
- Montage : Irene Blecua et Ascen Marchena
- Musique : Amado Lopez
- Production : Propagate Content
  - Production déléguée : Ben Silverman, Howard T. Owens et Rodney Ferrell
- Sociétés de production : Woofilms, Netflix
- Sociétés de distribution (télévision) : Netflix
- Pays d'origine :  Mexique
- Langue originale : espagnol
- Format : couleur
- Genre : thriller, drame, suspense
- Durée : 32 – 48 minutes
- Date de première diffusion :
  - Monde: 5 janvier 2022 sur Netflix
- Classification : déconseillé aux moins de 16 ans

Adaptation
Version française
- Société de doublage : Cinephase
- Direction artistique : Magali Barney
- Assistant.e Direction artistique : Julie Bellegarde
- Adaptation des dialogues : Nina Nevers
- Mixage audio : Pascal Jiminez
- Enregistrement sonore : Raphaël Pangrazzi
- Gestion de projet : Aude Barthellemy

 Source et légende : version française (VF) sur RS Doublage

## Épisodes
| Saisons | Saisons | Épisodes | Diffusion originale |
| ------- | ------- | -------- | ------------------- |
|         | 1       | 8        | 5 janvier 2022      |
|         | 2       | 8        | 27 juillet 2022     |

### Saison 1 (2022)
La première saison est mise en ligne le 5 janvier 2022.
| № | # | Titre français    | Titre original     | Réalisation    | Scénario                                              | Première diffusion |
| - | - | ----------------- | ------------------ | -------------- | ----------------------------------------------------- | ------------------ |
| 1 | 1 | Bienvenue !       | Bienvenidos todes  | Santiago Limón | Natasha Ybarra-Klor                                   | 5 janvier 2022     |
| 2 | 2 | Auditions         | Audiciones         | Santiago Limón | José Miguel Núñez                                     | 5 janvier 2022     |
| 3 | 3 | Missions          | Va a caer          | Santiago Limón | Natasha Ybarra-Klor                                   | 5 janvier 2022     |
| 4 | 4 | Exercice d'alerte | Simulacro          | Santiago Limón | Pericles Sánchez                                      | 5 janvier 2022     |
| 5 | 5 | Première fois     | La primera vez     | Santiago Limón | José Miguel Núñez et Ilse Apellaniz                   | 5 janvier 2022     |
| 6 | 6 | Sálvame           | Sálvame            | Yibrán Asuad   | José Miguel Núñez, Pericles Sánchez et Ilse Apellaniz | 5 janvier 2022     |
| 7 | 7 | Jusqu'à l'aube    | Hasta que amanezca | Yibrán Asuad   | Natasha Ybarra-Klor                                   | 5 janvier 2022     |
| 8 | 8 | La grande finale  | La gran final      | Yibrán Asuad   | Natasha Ybarra-Klor                                   | 5 janvier 2022     |

| Episode | Titre français      | Réalisation      | Scénario          | 1ere diffusion  |
| ------- | ------------------- | ---------------- | ----------------- | --------------- |
| 1       | La rentrée          | Yibrán Asuad     | José Miguel Núñez | 27 juillet 2022 |
| 2       | Ser o parecer       | Carlos Armella   | Silvia Jiménez    | 27 juillet 2022 |
| 3       | En duo              | Carlos Armella   | Pericles Sánchez  | 27 juillet 2022 |
| 4       | Faire le buzz       | Carlos Armella   | Ilse Apellaniz    | 27 juillet 2022 |
| 5       | The show must go on | Lucero S. Novaro | Pericles Sánchez  | 27 juillet 2022 |
| 6       | Autour du soleil    | Lucero S. Novaro | Ilse Apellaniz    | 27 juillet 2022 |
| 7       | YOLO                | Yibrán Asuad     | Pericles Sánchez  | 27 juillet 2022 |
| 8       | Otro día que va     | Yibrán Asuad     | José Miguel Núñez | 27 juillet 2022 |